# Flat Top Mountain
Flat Top Mountain je hora v Garfield County, na severozápadě Colorada, ve Spojených státech amerických.
S nadmořskou výškou 3 765 metrů je nejvyšším vrcholem pohoří Flat Tops, které je součástí jižních Skalnatých hor.
S prominencí 1 229 m pak náleží do první desítky nejprominentnějších hor Colorada.
Flat Top Mountain leží ve východní části pohoří Flat Tops, v národním lese White River National Forest.